# ابستات
ابستات (به آلمانی: Abstatt) یک شهرداری در آلمان است که در بادن-وورتمبرگ واقع شده‌است.

## نگارخانه

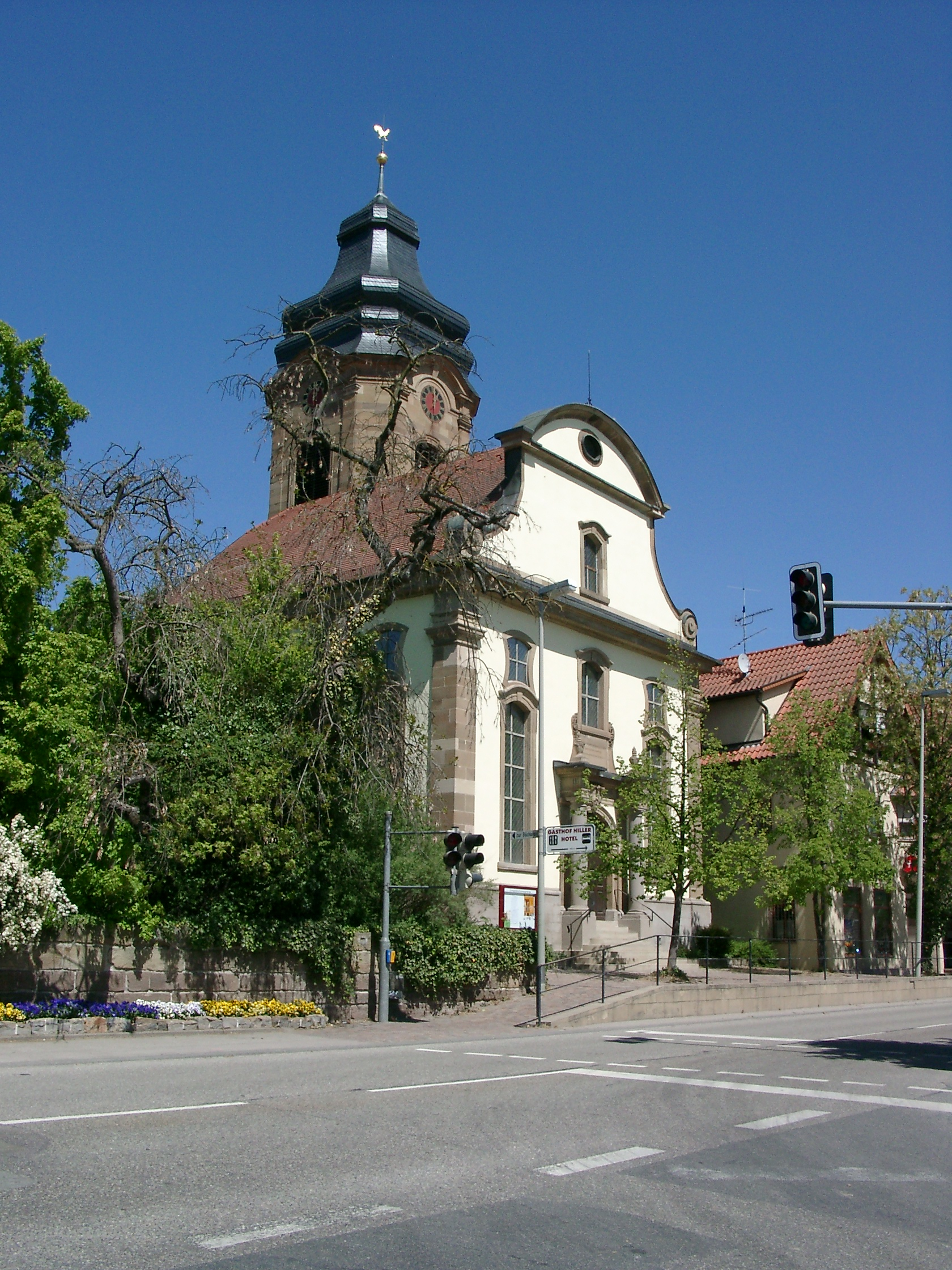
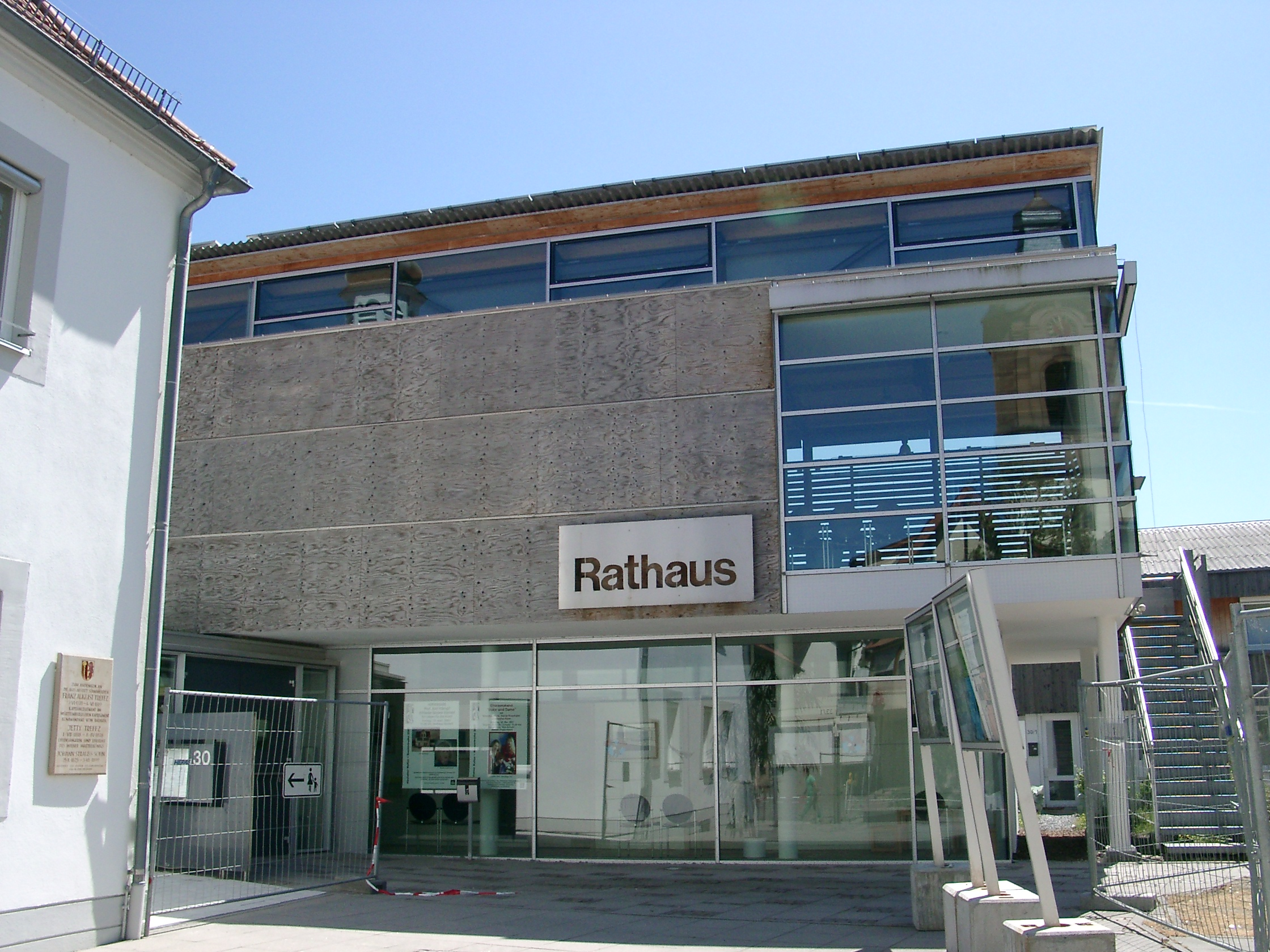

## خواهرخوانده
شهر Léhon خواهرخواندهٔ ابستات هست.